# Lo Hartog van Banda
Lodewijk (Lo) Hartog van Banda  (* 4. November 1916 in Den Haag; † 2. Februar 2006 ebenda) war ein niederländischer Comicszenarist und Autor.
Lo Hartog van Banda begann seine Karriere, als er für kurze Zeit mit Ben Abas das Science-Fiction-Magazin Fantasie en Wetenschap herausgab. 1952 schloss er sich den Marten Toonder Studios an, wo er binnen kurzer Zeit zu einem der Hauptautoren aufstieg. Bis 1965 gestaltete er die Szenarien für Serien wie Aram, Kappie, Koning Hollewijn, Panda und Tom Poes. Zuerst mit Gerrit Stapel, später mit Thé Tjong-Khing gestaltete er den Zeitungsstrip Student Tijloos. Von 1965 bis 1967 arbeitete er dann zwei Jahre als Texter in Irland.
Nach seiner Rückkehr in die Niederlande begann er eine Zusammenarbeit mit dem Magazin Pep. Hier arbeitete er zusammen mit Dick Matena an Die Argonauten, mit Gideon Brugman an Ambrosius, mit Johnn Bakker an Blook und mit Jan Steeman an Arad und Maya. 1968 arbeitete er erneut für den Comic Iris und den Zeitungsstrip Arman en Ilva mit Thé Tjong Khing zusammen.
1970 kehrte er der Comicbranche den Rücken und arbeitete als Autor für das Kinderprogramm des niederländischen Fernsehens (Tita Tovenaar). In den 1980er Jahren schrieb er die Skripts für drei Lucky-Luke-Alben, deren erstes als eines der besten seit dem Tod des früheren Autors René Goscinny gilt. In der 1983 erschienenen Originalausgabe von Fingers tauschte Lucky Luke seine Zigarette gegen einen Grashalm, auf dem er herumkaute, und wurde so zum Nichtraucher. Zuletzt arbeitete van Banda an einer Musicalbearbeitung der von ihm fürs Fernsehen geschriebenen Kindersendung Tita Tovenaar.

## Werke (Auswahl)
Aus der Serie Lucky Luke:
- Fingers, 1984, ISBN 3-7704-0152-2.[4]
- Nitroglyzerin, Egmont Ehapa Verlag 1987, ISBN 978-3-7704-3456-5.
- Die Jagd nach dem Phantom, 1992 ISBN 3-7704-0276-6.